# Siegfried Strelow
Siegfried Strelow (Kiel, 15 april 1911 – Noord-Atlantische Oceaan, 9 juli 1943), was een Korvettenkapitän in de Kriegsmarine tijdens de Tweede Wereldoorlog.

## Zijn carrière
Siegfried Strelow werd geboren in Kiel, Duitsland, op 15 april 1911. Hij begon met zijn carrière op zee in april 1931 als 20-jarige zeecadet. Hij diende daarna als torpedo-officier op de schepen SMS Schleswig-Holstein, Admiral Graf Spee en op de torpedojager Richard Beitzen. Hij diende voor een jaar op de motorboten S-9 en S-11 en vervolgens voor een jaar op torpedoboot G-11 als bevelhebber. Tijdens de oorlog had hij het bevel op de torpedoboten Albatros en Löwe voor elk zes maanden, alvorens hij torpedo-officier werd  op de lichte kruiser Leipzig.
Na alle ervaring op bijna allerlei schepen in de Kriegsmarine opgedaan te hebben, sloot Strelow zich toen aan bij de U-bootstrijdmacht in april 1941. Zonder enige eerdere gevechtservaring op U-boten gedaan te hebben, werd hem het Type VIIC U-boot, de U 435 in augustus 1941 opgedragen, en met deze boot werd hij een van de meest ervaren en succesvolste bevelhebbers in het overzeese Noordpoolgebied. Op zes patrouilles vocht hij tegen verscheidene konvooien PQ en QP met enige successen in de Noordelijke IJszee.
In januari 1943 bereikte hij de basis in Brest, Frankrijk, en werd hij toen meteen opgedragen aan het 1. Unterseebootsflottille. Op 16 maart 1943 viel Korvkpt. Siegfried Strelow met de U 435 het grote HX-229-konvooi aan bakboordzijde aan. Hij torpedeerde het vrachtschip William Eustis, maar slaagde er niet in het tot zinken te brengen. Strelow trok zich terug om zijn boegtorpedo's te herladen. Dat nam wel wat tijd in beslag. Op 17 maart, omstreeks 02:30 lanceerde hij 4 torpedo's af - 2 FAT's en 2 E-torpedo's met magnetische ontsteking. Geruime tijd later hoorde Strelow 4 explosies waarvan hij en zijn opgetogen bemanning dachten dat het 4 voltreffers waren. Maar die explosies kwamen van de U 91, die aan de tegenovergestelde kant van het konvooi opereerde en 2 torpedo's had gelanceerd op het voorste schip aan stuurboordzijde van het konvooi, de Amerikaanse cargo Harry Luckenbach. Strelows andere 2 explosies waren of detonaties van torpedo's aan het eind van hun baan of explosies van dieptebommen op de andere U-boten. Dit was een van zijn laatste grote wapenfeiten.
Op zijn tweede patrouille in de Atlantische Oceaan werd de U 435 tot zinken gebracht, na een bombardement door een Brits Vickers Wellington-vliegtuig op 9 juli 1943. Korvetkapitein Siegfried Strelow was 32 jaar toen hij sneuvelde.

## Successen
- 9  schepen tot zinken gebracht voor een totaal van 53.712 brt
- 1 oorlogsschip tot zinken gebracht voor een totaal  2.456 brt
- 3 oorlogsschepen tot zinken gebracht voor een totaal van 855 ton

## Militaire loopbaan
- Offiziersanwärter: 7 april 1931[3]- 1 april 1931[2]
- Seekadett: 1 april 1931 - 1 september 1931[2]
- Fähnrich zur See: 1 januari 1933[2][3]
- Oberfähnrich zur See: 1 januari 1935[2][3]
- Leutnant zur See: 1 april 1935[2][3]
- Oberleutnant Zur See: 1 januari 1937[2][3]
- Kapitänleutnant: 1 oktober 1939[2][3]
- Korvettenkapitän: 1 juli 1943[2][3]

## Decoraties
- Ridderkruis van het IJzeren Kruis op 27 oktober 1942 als Kapitänleutnant en Commandant van de U 435[2][3][4][5]
- IJzeren Kruis 1939, 1e Klasse (25 mei 1940)[2][3][6] en 2e Klasse (25 april 1940)[2][3][6]
- Onderzeebootoorlogsinsigne 1939 op 15 april 1939[2][3][6]
- Dienstonderscheiding van Leger en Marine voor (4 dienstjaren) op 2 oktober 1936[2][6]
- Torpedobootjager-Oorlogsinsigne op 19 februari 1941[2][6]
- Anschlussmedaille op 1 augustus 1939[2][6]